# 馬尼拉捷運3號線
馬尼拉捷運3號線（英語：Metro Rail Transit Line 3）是菲律賓馬尼拉都會區第二條軌道交通線路，全長16.9（10.5英里），設站13座，沿乙沙大道興建。第一代電動列車由捷克ČKD製造，第二代電動列車則由中華人民共和國中車大連機車車輛製造。
捷運3號線的建設規劃首見於1973年，至1989年正式啟動，原計劃由香港財團承建。經過一次法律糾紛之後，本地資本收購了香港財團（後改稱捷運公司），並採用美國JP摩根、日本輸出入銀行（現國際協力銀行）、捷克投資及郵政銀行（後併入捷克斯洛伐克商業銀行）等機構提供的貸款，以「建造、租借、移交」的模式推動這項建設工程。本項目於1996年10月15日動工，至1999年12月15日通車，之後由捷運公司和交通部合作經營，至2025年交還政府。將在本線路北起北大道站，南至塔虎脫大道站，途經的城市包括奎松、曼達盧永、馬卡蒂和帕賽市。乘客可在塔虎脫大道站轉乘輕軌1號線（乙沙站 (馬尼拉輕軌)），或在亞蘭禮沓中心-龜卯站轉乘輕軌2號線，不過需要出站換乘。

## 車站
| 車站名稱          | 車站名稱             | 所在城市   | 轉乘路綫                                       | 通車日期       |
| 中文              | 英文                 | 所在城市   | 轉乘路綫                                       | 通車日期       |
| ----------------- | -------------------- | ---------- | ---------------------------------------------- | -------------- |
| 北大道            | North Avenue         | 奎松市     | LRT1 輕軌1號線 MRT7 捷運7號線 馬尼拉都會區地鐵 | 1999年12月15日 |
| 計順大道          | Quezon Avenue        | 奎松市     |                                                | 1999年12月15日 |
| GMA-甘文凌        | GMA-Kamuning         | 奎松市     |                                                | 1999年12月15日 |
| 亞蘭禮沓中心-龜卯 | Araneta Center-Cubao | 奎松市     | LRT2 輕軌2號線                                 | 1999年12月15日 |
| 仙道蘭-安那布利斯 | Santolan–Annapolis   | 奎松市     |                                                | 1999年12月15日 |
| 奧智牙斯          | Ortigas              | 曼達盧永市 |                                                | 1999年12月15日 |
| 蕭大道            | Shaw Boulevard       | 曼達盧永市 |                                                | 1999年12月15日 |
| 文尼              | Boni                 | 曼達盧永市 |                                                | 1999年12月15日 |
| 瓜沓俞帛          | Guadalupe            | 馬卡蒂市   |                                                | 1999年12月15日 |
| 文智亞            | Buendia              | 馬卡蒂市   |                                                | 1999年12月15日 |
| 亞耶拉            | Ayala                | 馬卡蒂市   |                                                | 1999年12月15日 |
| 麥哲倫            | Magallanes           | 馬卡蒂市   | PNR 國鐵 （乙沙站）                            | 1999年12月15日 |
| 塔夫脫大道        | Taft Avenue          | 帕賽市     | LRT1 輕軌1號線 （乙沙站）                      | 1999年12月15日 |

## 外部連結
- 捷運公司官方網站 （页面存档备份，存于）